# Loening OL
Le Loening OL est un avion militaire de l'entre-deux-guerres réalisé par le constructeur américain Loening Aeronautical Engineering. C'est un hydravion mono-moteur. 

## Historique
Son premier vol a été effectué en 1923, et il a été mis en service en 1927.

## Utilisateurs
États-Unis
- United States Army Air Corps
- United States Navy